# Gasterosteoidei
Sous-ordre
Les Gasterosteoidei sont un sous-ordre de poissons de l'ordre des Perciformes. Ces poissons se rencontrent dans tous les milieux, depuis l'eau douce jusqu'à l'eau de mer.

## Liste des familles
Selon World Register of Marine Species (5 décembre 2024) :
- Aulorhynchidae Gill, 1861
- Hypoptychidae Bonaparte, 1831 (anguilles de sable)
- Gasterosteidae Steindachner, 1880 (épinoches)

## Systématique
Le nom valide de ce taxon est Gasterosteoidei.
Pour le WoRMS les sous-ordres de poissons n'ont pas de citation d'auteurs.
L’ITIS reconnait ce sous-ordre et le place dans l'ordre des Gasterosteiformes. Tandis que FishBase ne le reconnait pas et place ces familles sous les ordres Syngnathiformes et Gasterosteiformes.
Gasterosteoidei a pour synonyme :
- Gasterosteiformes, invalide car dégradé au rang de sous-ordre